# Kreuzholzhausen
Das Pfarrdorf Kreuzholzhausen ist ein Gemeindeteil von Bergkirchen im oberbayerischen Landkreis Dachau.
Am 1. Mai 1978 wurden die bisher selbstständigen Gemeinden Eisolzried, Feldgeding, Lauterbach und Oberbachern aufgelöst und mit Gebietsteilen der aufgelösten Gemeinden Günding und Kreuzholzhausen zur neuen Gemeinde Bergkirchen zusammengefügt.
Kreuzholzhausen liegt an der Kreisstraße DAH 10.

## Baudenkmäler

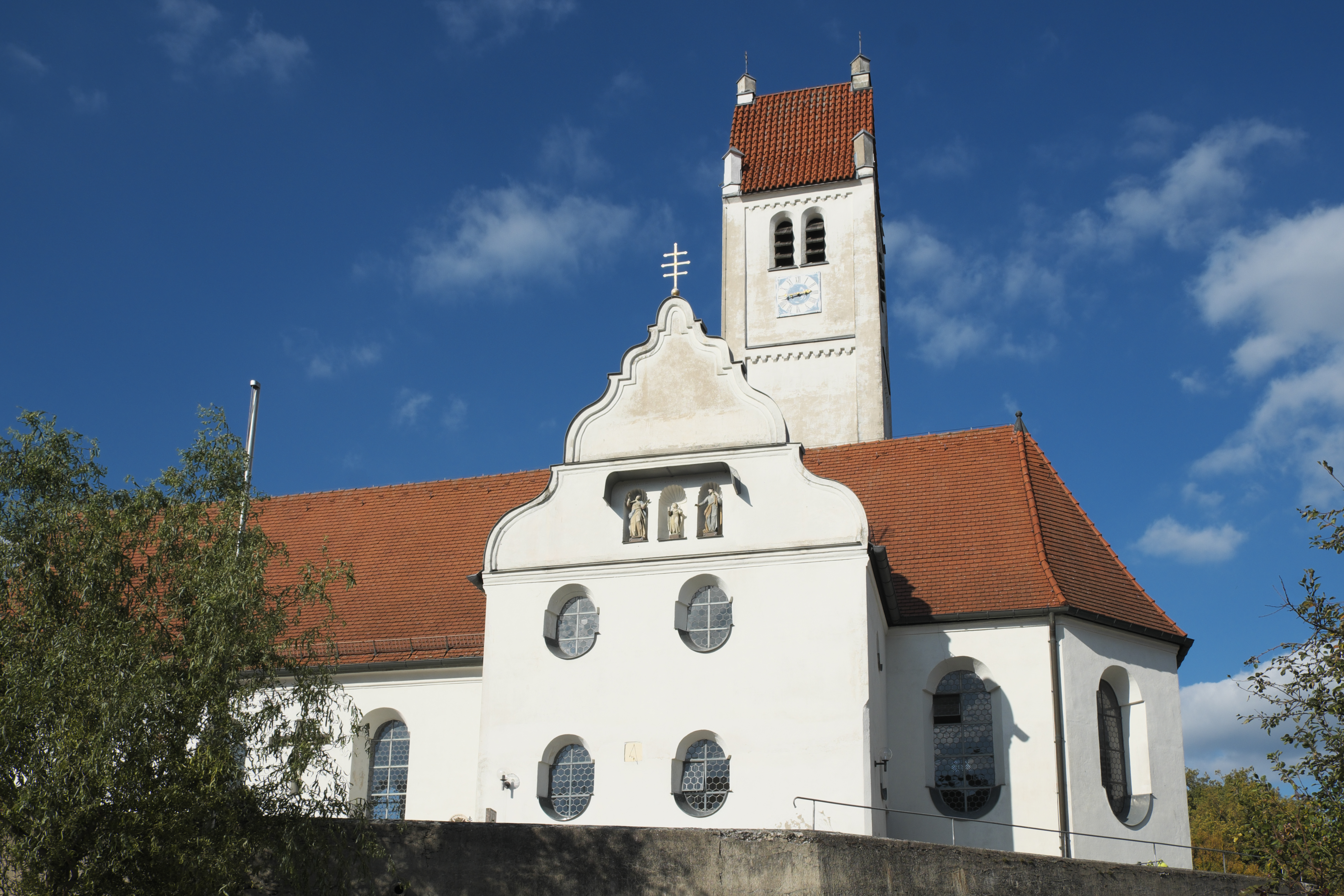
Kirche Heilig Kreuz

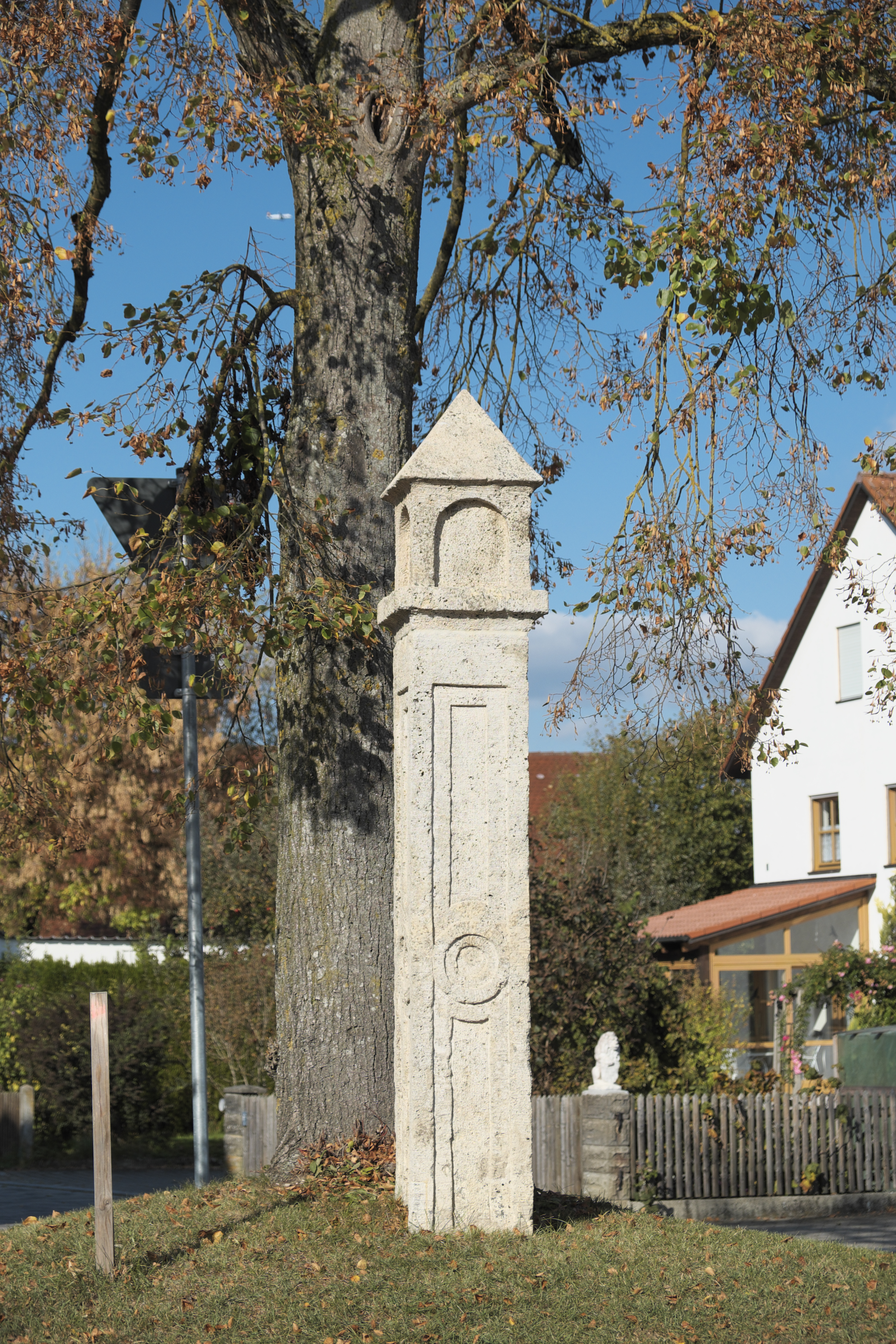
Bildstock in Kreuzholzhausen

Möglicherweise stand in Kreuzholzhausen schon vor über 1240 Jahren eine Kirche. Mit Schenkungsurkunde vom 28. April 770 wurde die Kirche St. Michael in „Holzhusir“ (Holzhausen) dem Bistum Freising übergeben. Es ist nicht bekannt, ob es sich bei dieser Nennung um Kreuzholzhausen oder Westerholzhausen handelt.
Die Pfarrei Kreuzholzhausen jedenfalls wurde erstmals 1315 in der Konradinischen Matrikel noch unter der Bezeichnung „Holtzhausen“ erwähnt. Die in dieser Matrikel erwähnte Kirche soll 1288 gebaut worden sein.
Kurz nach dem Dreißigjährigen Krieg, in dem der Ort Kreuzholzhausen und seine Kirche schwer gelitten haben, erhielt das Gotteshaus seine heutige Gestalt. In den Jahren 1662/65 wurde die Kirche umgebaut und verlängert (250 Sitzplätze) sowie der gotische Sattelturm erhöht. In ihm hängen heute drei Glocken. Die älteste wurde 1665 gegossen; sie stammt also noch aus der Zeit des großen Umbaus. Im Jahr 1723 hatte die Wallfahrt einen so großen finanziellen Grundstock geschaffen, dass man ein neues Kirchendach aufsetzen und die Kirche im barocken Stil neu ausstatten konnte.
Die wichtigsten Gebäude sind:
- Katholische Pfarr- und Wallfahrtskirche Heilig Kreuz
- Pfarrhaus

## Topografie
Topografisch gesehen liegt der höchste Punkt des Landkreises Dachau mit 557 m ü. NHN im Biberecker Holz unweit Kreuzholzhausen.